# Charles D. Millard
Pour les articles homonymes, voir Charles Millard.
Charles Dunsmore Millard (1er décembre 1873-11 décembre 1944) est un homme politique américain de l'État de New York.

## Biographie
Né à Tarrytown dans l'État de New York, il fait ses études à la Phillips Academy, l'Université Brown et la New York University School of Law. Superviseur de la ville de Greenburgh de 1907 à 1931, il est élu au Congrès en 1930 dans la 25e district de New York. Il y siège jusqu'en septembre 1937, moment où accepte un poste dans le Comté de Westchester qu'il occupe jusqu'à sa retraite en 1943.
Il se suicide en se jetant du haut du pont Henry Hudson de New York en décembre 1944.